# نترسهایم
نترسهایم (به آلمانی: Nettersheim) یک شهر در آلمان است که در اویسکیرشن واقع شده‌است. نترسهایم  ۷٬۹۷۰ نفر جمعیت دارد.